# 茹爾熱維奇
51°24′44″N 27°42′42″E / 51.41222°N 27.71167°E
茹爾熱維奇（烏克蘭語：Журжевичі），是烏克蘭北部的村莊，隸屬日托米爾州的科羅斯滕區。該村處於普拉夫河畔，始建於1691年，面積0.76平方公里，海拔高度168米，2001年人口331。